# Irakiske oprørere
 Denne artikel bør gennemlæses af en person med fagkendskab for at sikre den faglige korrekthed.

De irakiske oprørere refererer til den asymetriske krig, som blev ført i perioden fra 2003 til ca. midten af 2010'erne. De irakiske oprørere bestod af både irakiske indbyggere og udlændinge i Irak, der gennemførte aktion med det mål at ramme koalitionsstyrkerne og de irakiske myndigheder. Tilhængere af oprørerne omtaler dem gerne som "Iraks modstandsbevægelse", mens det irakiske regime og koalitionsstyrkerne har karakteriseret dem som "anti-irakiske styrker" og terrorister.
Første fase af krigen begyndte kort tid efter den USA-ledede invasion af Irak i 2003 og før en ny Irakisk regering var etableret. Oprindeligt angreb oprørerne koalitionsstyrkerne (styrker fra 31 lande, hvoraf de fleste kom fra USA og Storbritannien. Danmark deltog også) og de forskellige overgangsregeringer, der blev dannet under besættelsen. Efterfølgende blev angrebene rettet imod den nye irakiske regerings politi- og forsvarsstyrke. Angrebene fortsatte selv efter at regeringen blev valgt ved folkeafstemning og anerkendt af FN.
De irakiske opprørere er ingen entydigt organiseret bevægelse, men udspringer fra en lang række – fortrinsvis sunnimuslimske – grupper, som er imod den internationale koalitions militære tilstedeværelse i Irak, samtidig med at de mener, at de folkevalgte organer ikke er repræsentative. Bevægelsens sammensætning spændte fra tilhængere af det tidligere Sunni-dominerede Baath-regime, mens andre er islamister i en mere bred forstand. Dertil kom en gruppe, der bare er modstandere af det de mener er USA's (og den internationale alliances, og dermed også Danmarks) besættelse af landet. Dertil kommer Sunni-grupper, der har mistet indflydelse efter magtskiftet, og som har engageret sig i en kamp mod den shiamuslimske majoritet i landet.
Et af de begrundelser, som USA og resten af alliancen anvendte for at gå ind i Irak, nemlig at Saddam Husseins regime havde kontakt til Al-Qaida, viste sig meget hurtigt ikke at holde. Til gengæld medførte besættelsen af Irak mange udenlandske oprørere, der har tilsluttede sig lokale modstandsgrupper. 

## Eksterne links
- International Crisis Group: The Insurgents in their Own Words

| Militær | Spire Denne artikel om militær er en spire som bør udbygges. Du er velkommen til at hjælpe Wikipedia ved at udvide den. |